# Rhipha gagarina
Rhipha gagarina là một loài bướm đêm thuộc phân họ Arctiinae, họ Erebidae.